# Varilhes
Varilhes [vaʁij] (okzitanisch: Varilhas) ist eine französische Gemeinde im Département Ariège in der Region Okzitanien mit 3491 Einwohnern (Stand: 1. Januar 2022). Sie gehört zum Arrondissement Foix und ist Mitglied im Gemeindeverband L’Agglo Foix-Varilhes. Die Einwohner werden Varilhois und Varilhoises genannt.

## Geografie

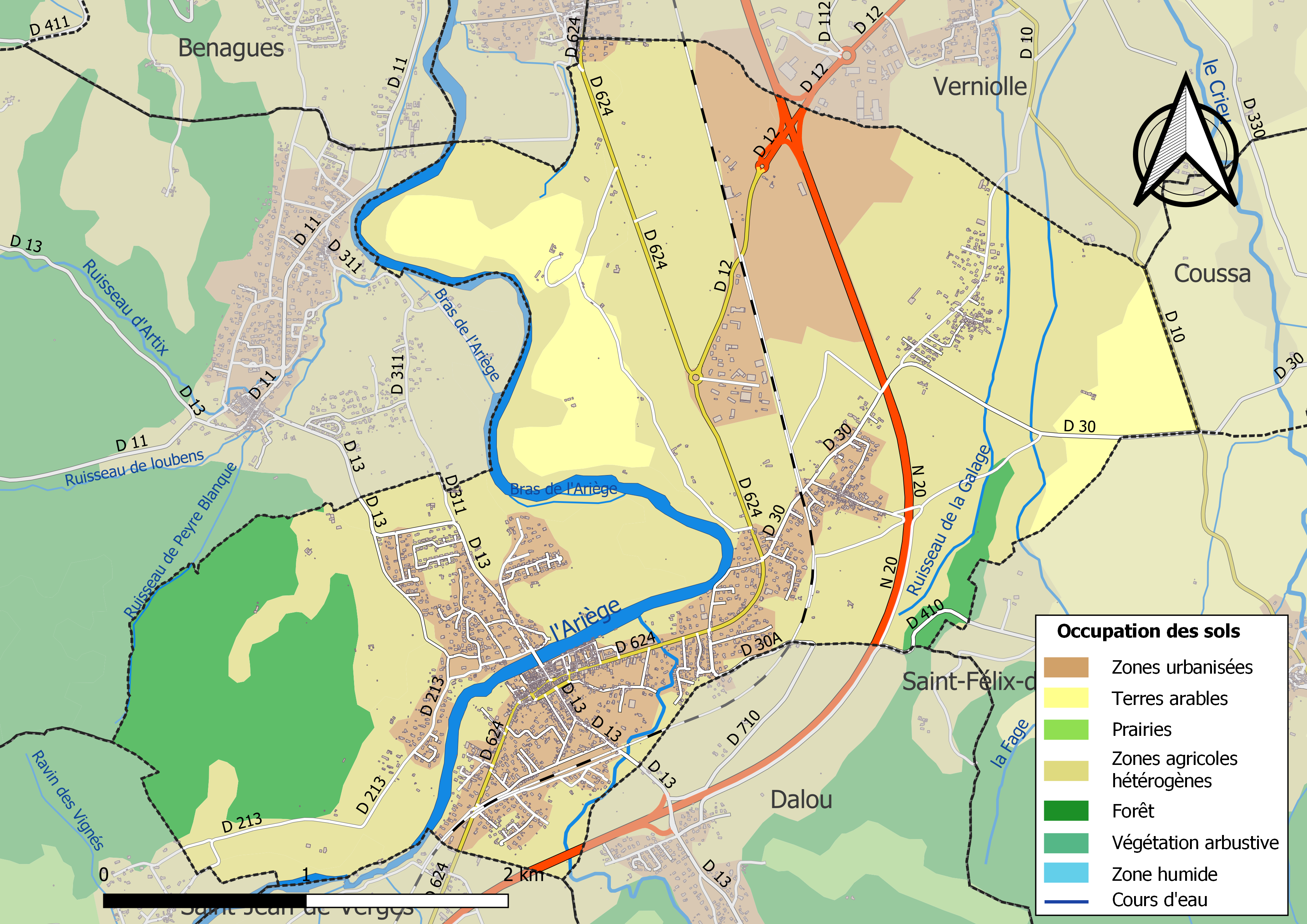
Bodennutzung, Hydrografie und Infrastruktur der Gemeinde

Die Gemeinde ist historisch und kulturell Teil des Pays de Foix und liegt etwa neun Kilometer nordnordöstlich von Foix sowie etwa 64 Kilometer südsüdöstlich von Toulouse an der Ariège. Varilhes befindet sich im Einzugsgebiet der Garonne und wird außer von der Ariège vom Ruisseau de Dalou, vom Flüsschen Fage, vom Ruisseau d’Artix, vom Ruisseau de la Galage, vom Ruisseau de Peyre Blanque und von verschiedenen kleineren Bächen entwässert. Das Gemeindegebiet ist Teil des Natura 2000-Schutzgebiets „Garonne, Ariège, Hers, Salat, Pique et Neste“, das hauptsächlich der Fischwanderung gewidmet ist und von drei ZNIEFF-Naturgebieten. Fast zwei Drittel der Fläche der Gemeinde werden landwirtschaftlich genutzt, 16,9 % sind urbanisierte Gebiete, 11,5 % sind bewaldet.
Umgeben wird Varilhes von den neun Nachbargemeinden:
| Benagues (Berührungspunkt) Saint-Jean-du-Falga | Verniolle                                   | Coussa                  |
| Rieux-de-Pelleport                             | Kompassrose, die auf Nachbargemeinden zeigt | Saint-Félix-de-Rieutord |
| Crampagna                                      | Saint-Jean-de-Verges                        | Dalou                   |

## Geschichte
Varilhes liegt an der Kreuzung der Ebene der Ariège und der Vorpyrenäen und ist um ein Priorat der Abtei Alet und ein Schloss der Grafen von Foix herum entstanden. Es hatte nie einen bestimmten Lehnsherren, entwickelte aber schon früh seine Funktion als kleines Verwaltungszentrum, indem es im Mittelalter Sitz einer der Burgen der Grafschaft war.
Im Mittelalter war Varilhes Zeuge von Kämpfen zwischen Lehnsherren. Die Burg wurde während des Albigenserkreuzzugs niedergebrannt. Varilhes blieb gegenüber dem protestantischen Pamiers katholisch und wurde 1627 von den Reformierten erfolglos belagert. Anschließend brachten die Hugenottenkriege ihre Zerstörungswelle mit sich.
1948 erhielt die Gemeinde das Croix de Guerre des Zweiten Weltkriegs für den tapferen Widerstand gegen die deutschen Besatzer. Im Jahr 1944 führte ein Anschlag zur Deportation von mehr als zwanzig Menschen.

## Bevölkerungsentwicklung

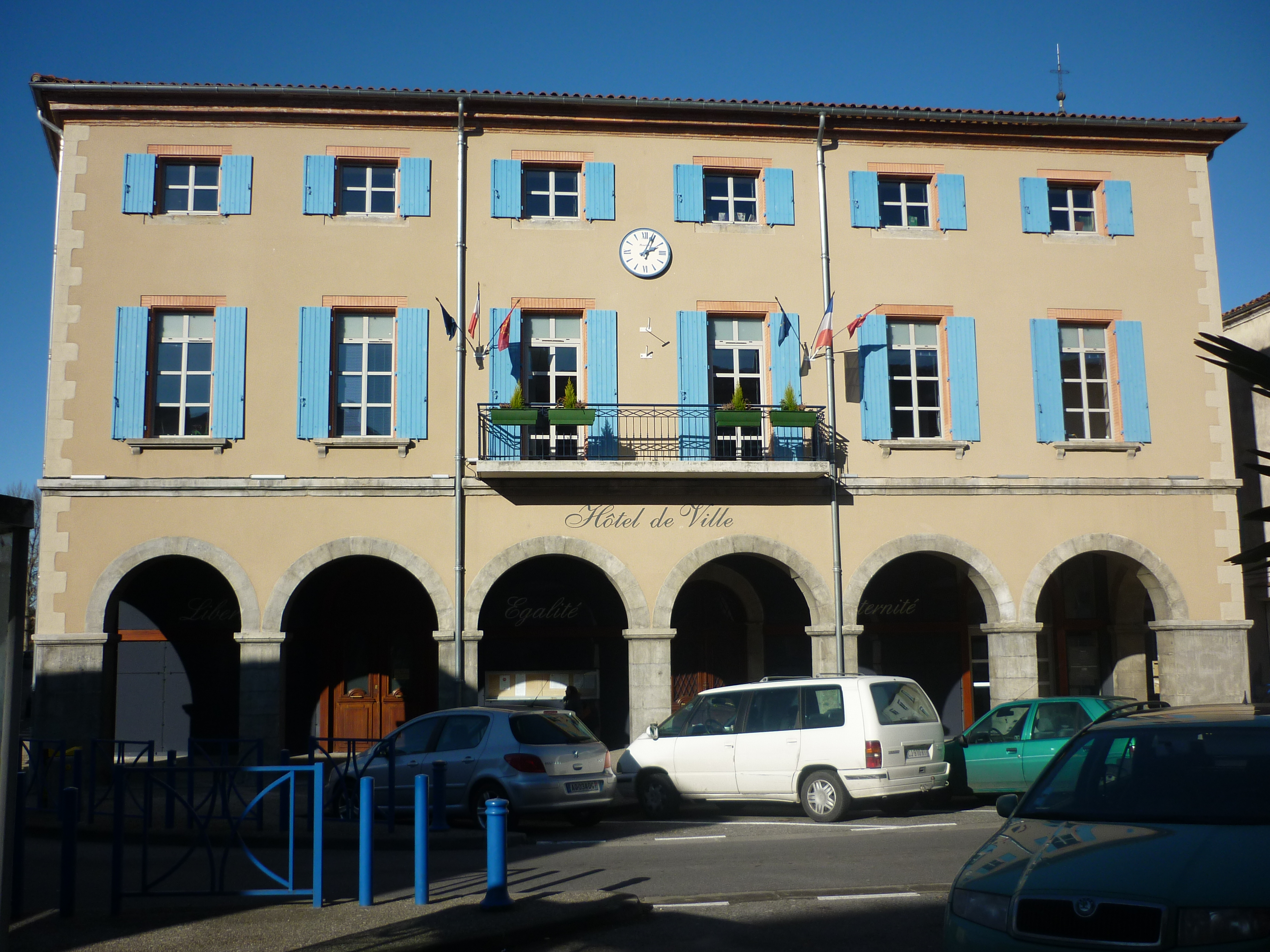
Hôtel de ville (Rathaus)

| Varilhes: Einwohnerzahlen von 1793 bis 2020                                                                                | Varilhes: Einwohnerzahlen von 1793 bis 2020 | Varilhes: Einwohnerzahlen von 1793 bis 2020 | Varilhes: Einwohnerzahlen von 1793 bis 2020 | Varilhes: Einwohnerzahlen von 1793 bis 2020 |
| --- | ------------------------------------------- | ------------------------------------------- | ------------------------------------------- | ------------------------------------------- |
| Jahr |                                             |                                             |                                             | Einwohner                                   |
| 1793 | 1793                                        |                                             | 1.246                                       | 1.246                                       |
| 1800 | 1800                                        |                                             | 1.306                                       | 1.306                                       |
| 1806 | 1806                                        |                                             | 1.092                                       | 1.092                                       |
| 1821 | 1821                                        |                                             | 1.532                                       | 1.532                                       |
| 1831 | 1831                                        |                                             | 1.556                                       | 1.556                                       |
| 1836 | 1836                                        |                                             | 1.607                                       | 1.607                                       |
| 1841 | 1841                                        |                                             | 1.700                                       | 1.700                                       |
| 1846 | 1846                                        |                                             | 1.766                                       | 1.766                                       |
| 1851 | 1851                                        |                                             | 1.907                                       | 1.907                                       |
| 1856 | 1856                                        |                                             | 1.859                                       | 1.859                                       |
| 1861 | 1861                                        |                                             | 2.006                                       | 2.006                                       |
| 1866 | 1866                                        |                                             | 1.755                                       | 1.755                                       |
| 1872 | 1872                                        |                                             | 1.646                                       | 1.646                                       |
| 1876 | 1876                                        |                                             | 1.637                                       | 1.637                                       |
| 1881 | 1881                                        |                                             | 1.667                                       | 1.667                                       |
| 1886 | 1886                                        |                                             | 1.669                                       | 1.669                                       |
| 1891 | 1891                                        |                                             | 1.628                                       | 1.628                                       |
| 1896 | 1896                                        |                                             | 1.588                                       | 1.588                                       |
| 1901 | 1901                                        |                                             | 1.631                                       | 1.631                                       |
| 1906 | 1906                                        |                                             | 1.602                                       | 1.602                                       |
| 1911 | 1911                                        |                                             | 1.601                                       | 1.601                                       |
| 1921 | 1921                                        |                                             | 1.543                                       | 1.543                                       |
| 1926 | 1926                                        |                                             | 1.525                                       | 1.525                                       |
| 1931 | 1931                                        |                                             | 1.527                                       | 1.527                                       |
| 1936 | 1936                                        |                                             | 1.410                                       | 1.410                                       |
| 1946 | 1946                                        |                                             | 1.507                                       | 1.507                                       |
| 1954 | 1954                                        |                                             | 1.559                                       | 1.559                                       |
| 1962 | 1962                                        |                                             | 1.747                                       | 1.747                                       |
| 1968 | 1968                                        |                                             | 1.938                                       | 1.938                                       |
| 1975 | 1975                                        |                                             | 1.888                                       | 1.888                                       |
| 1982 | 1982                                        |                                             | 2.007                                       | 2.007                                       |
| 1990 | 1990                                        |                                             | 2.327                                       | 2.327                                       |
| 1999 | 1999                                        |                                             | 2.702                                       | 2.702                                       |
| 2006 | 2006                                        |                                             | 2.829                                       | 2.829                                       |
| 2013 | 2013                                        |                                             | 3.293                                       | 3.293                                       |
| 2020 | 2020                                        |                                             | 3.495                                       | 3.495                                       |
| Quelle(n): EHESS/Cassini bis 1999, INSEE ab 2006 Anmerkung(en): Ab 1962 offizielle Zahlen ohne Einwohner mit Zweitwohnsitz |                                             |                                             |                                             |                                             |

## Sehenswürdigkeiten
Das Aynié-Haus an der Ecke Rue de Toulouse und Rue du Pont besteht aus zwei Teilen. Der südliche Teil stammt aus dem 16. Jahrhundert, der nördliche aus dem 17. Jahrhundert. Die Straßenfassaden und das Dach des Teils aus dem 16. Jahrhundert sind seit 1944 als Monument historique eingeschrieben. Im gotischen Fachwerkstil ist es das älteste in Varilhes: Eckpfosten in Form eines Säulenbündels, in Abständen mit Ziegeln gefülltes Andreaskreuz, Holzpfosten an den Fenstern im zweiten Stock, große, nach Süden offene Galerie unter dem Dach.
Das Nachbarhaus wurde nach den gleichen Prinzipien gebaut. Auch seine Fassade und sein Dach sind seit 1944 als Monument historique eingeschrieben.
weitere Sehenswürdigkeiten
- Pfarrkirche Notre-Dame de l’Assomption
- Kapelle Notre-Dame de Vals mit einem Langhaus aus dem 18. Jahrhundert
- Weitere Fachwerkhäuser

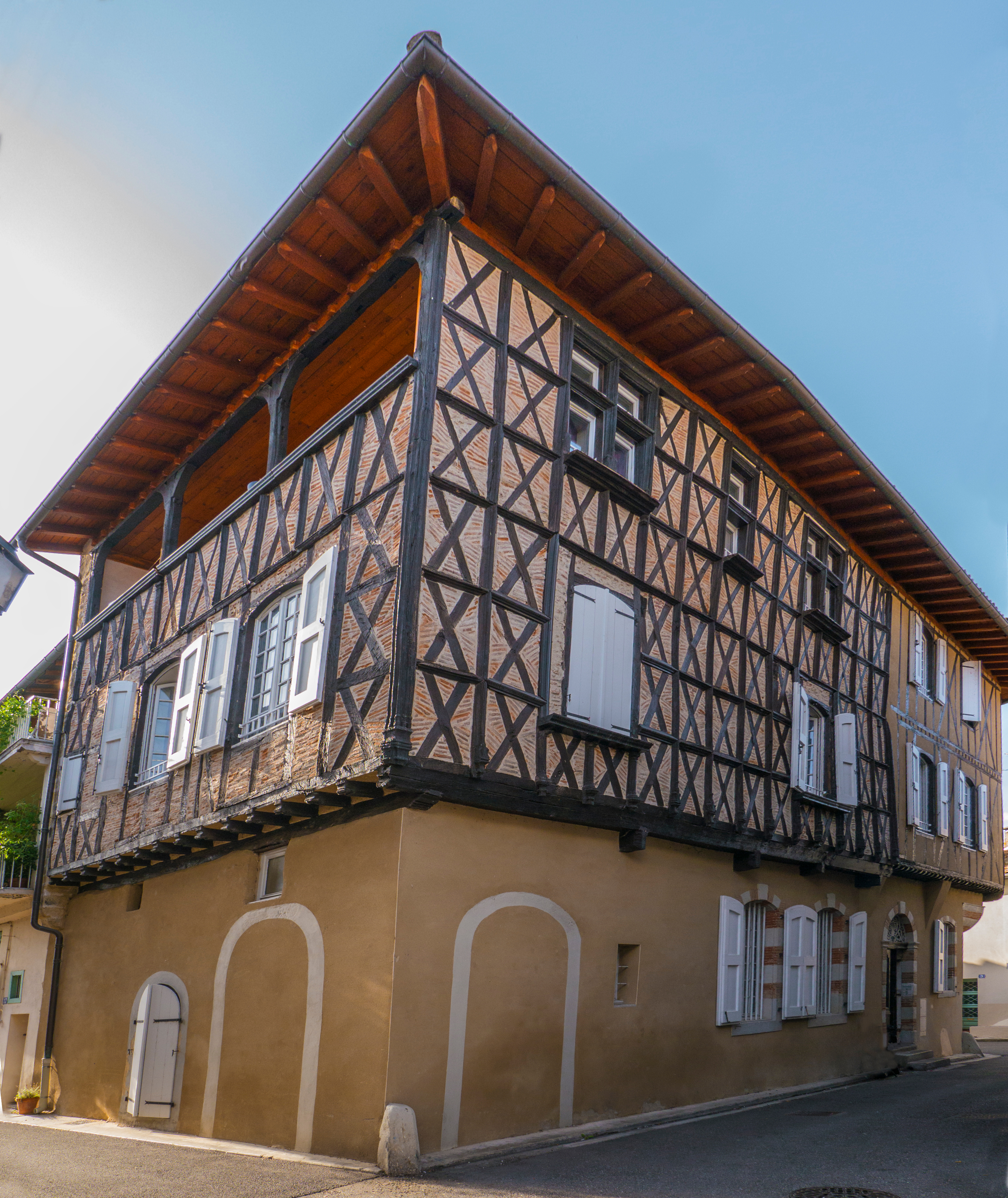
Fachwerkhaus, Monument historique
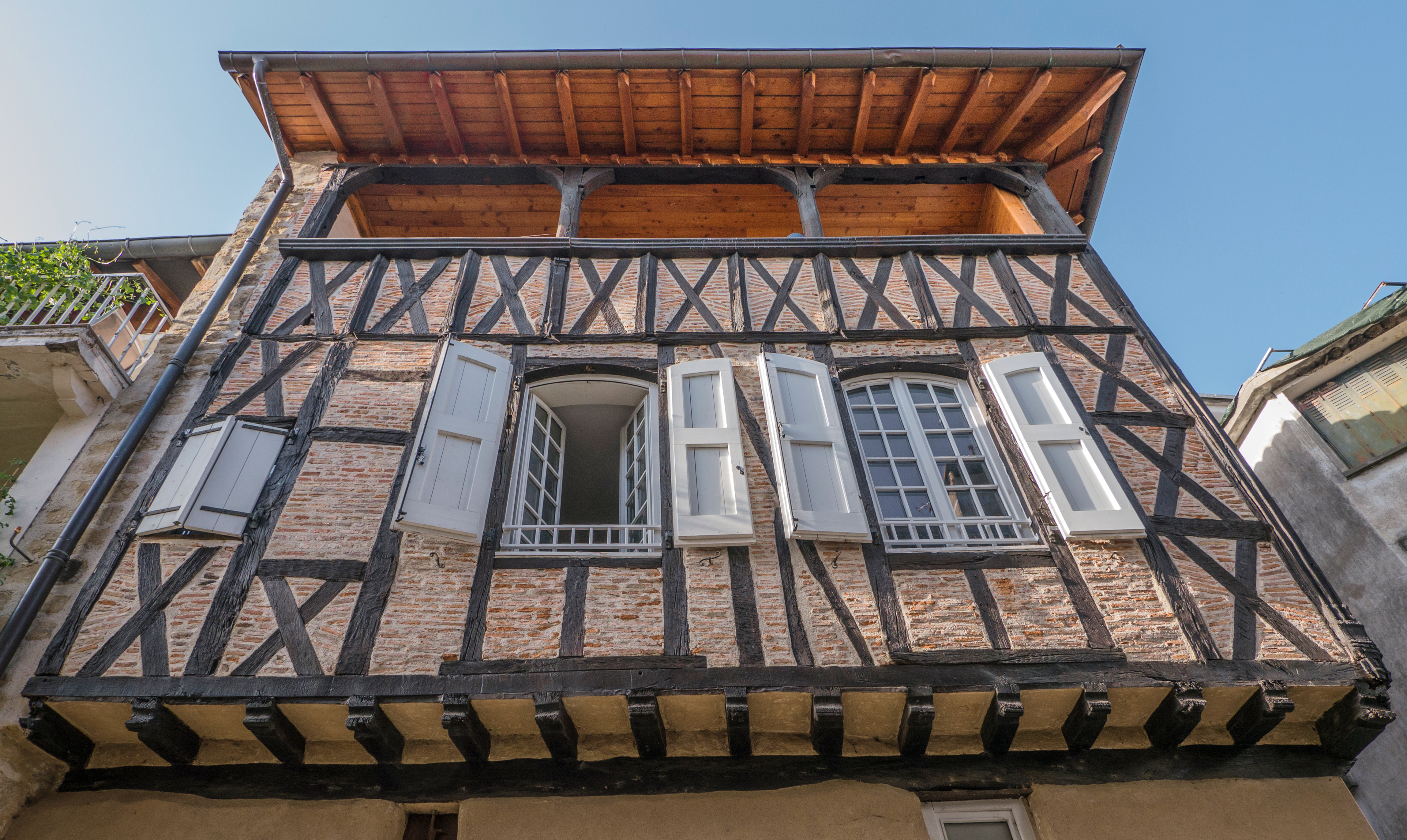
Fassade des oberen Stockwerks
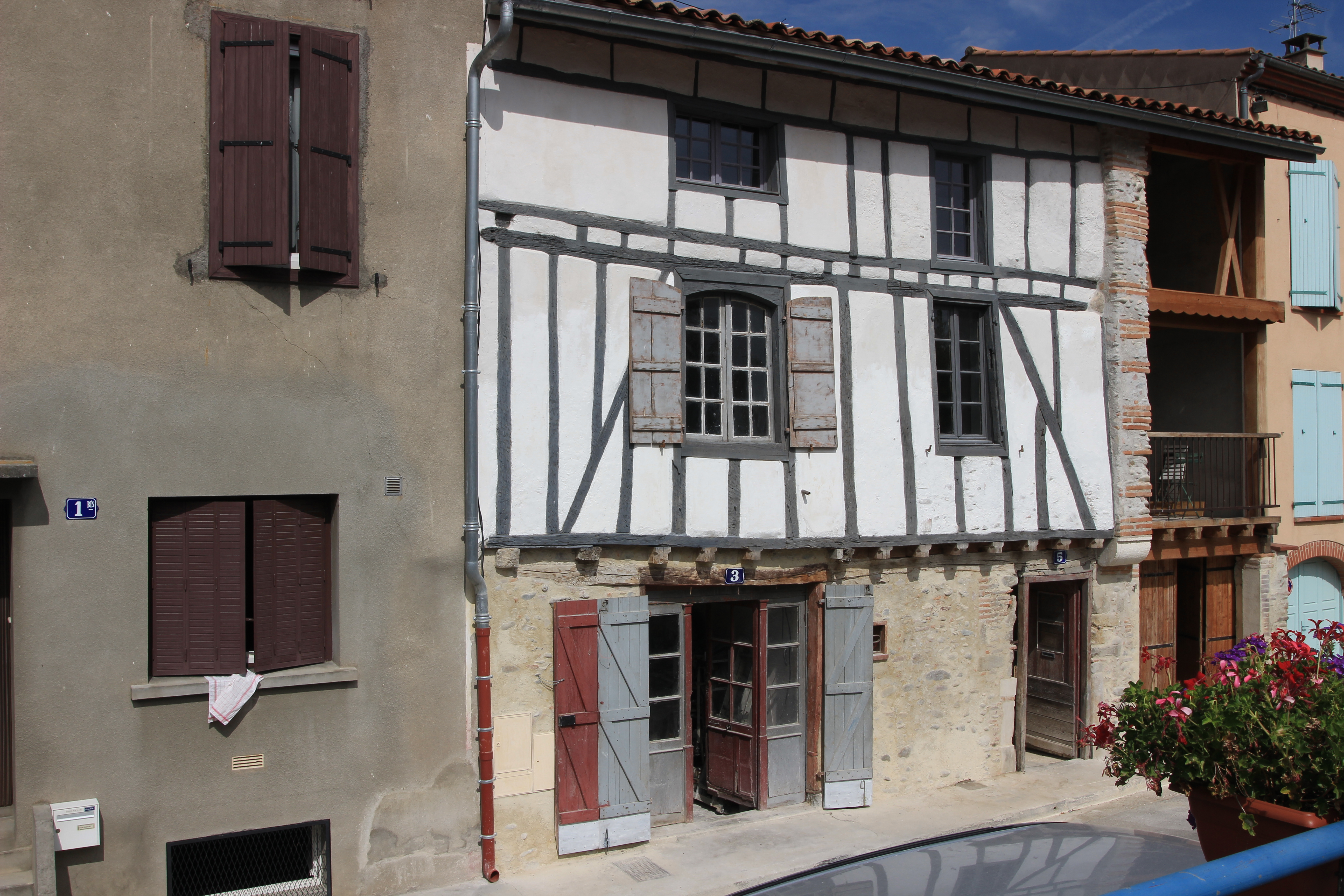
Fachwerkhaus, Monument historique
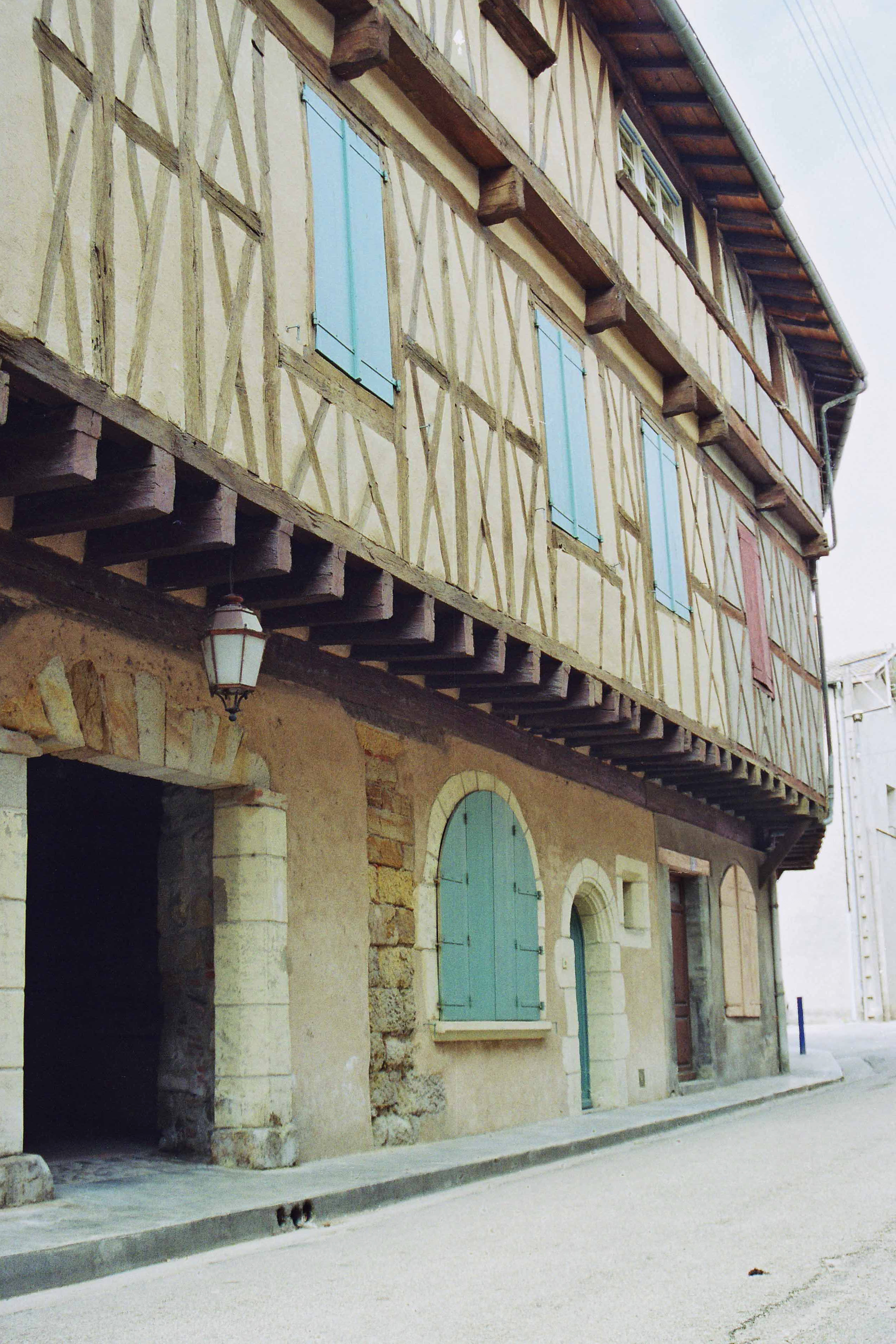
Weiteres Fachwerkhaus
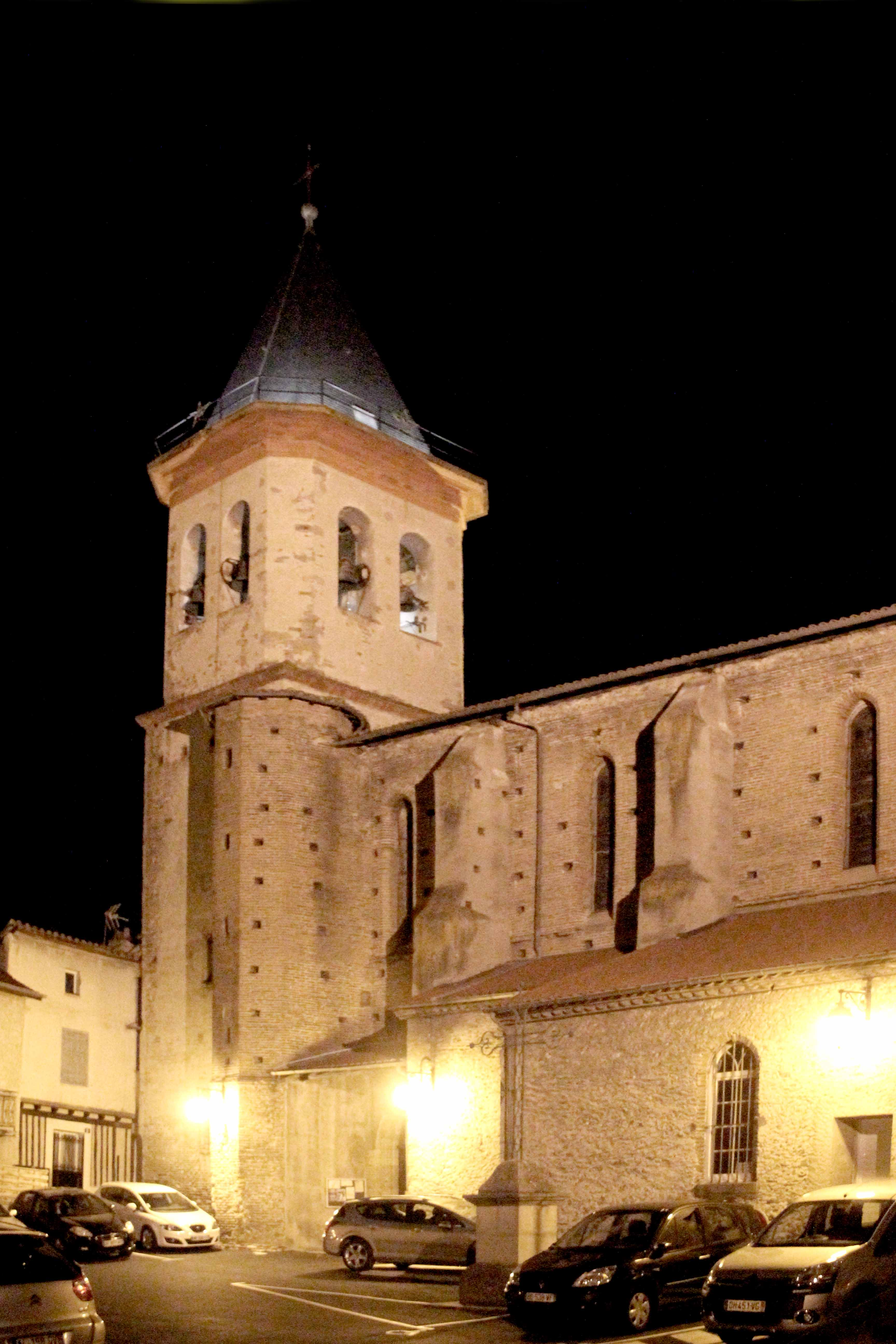
Pfarrkirche Notre-Dame de l’Assomption

## Verkehr

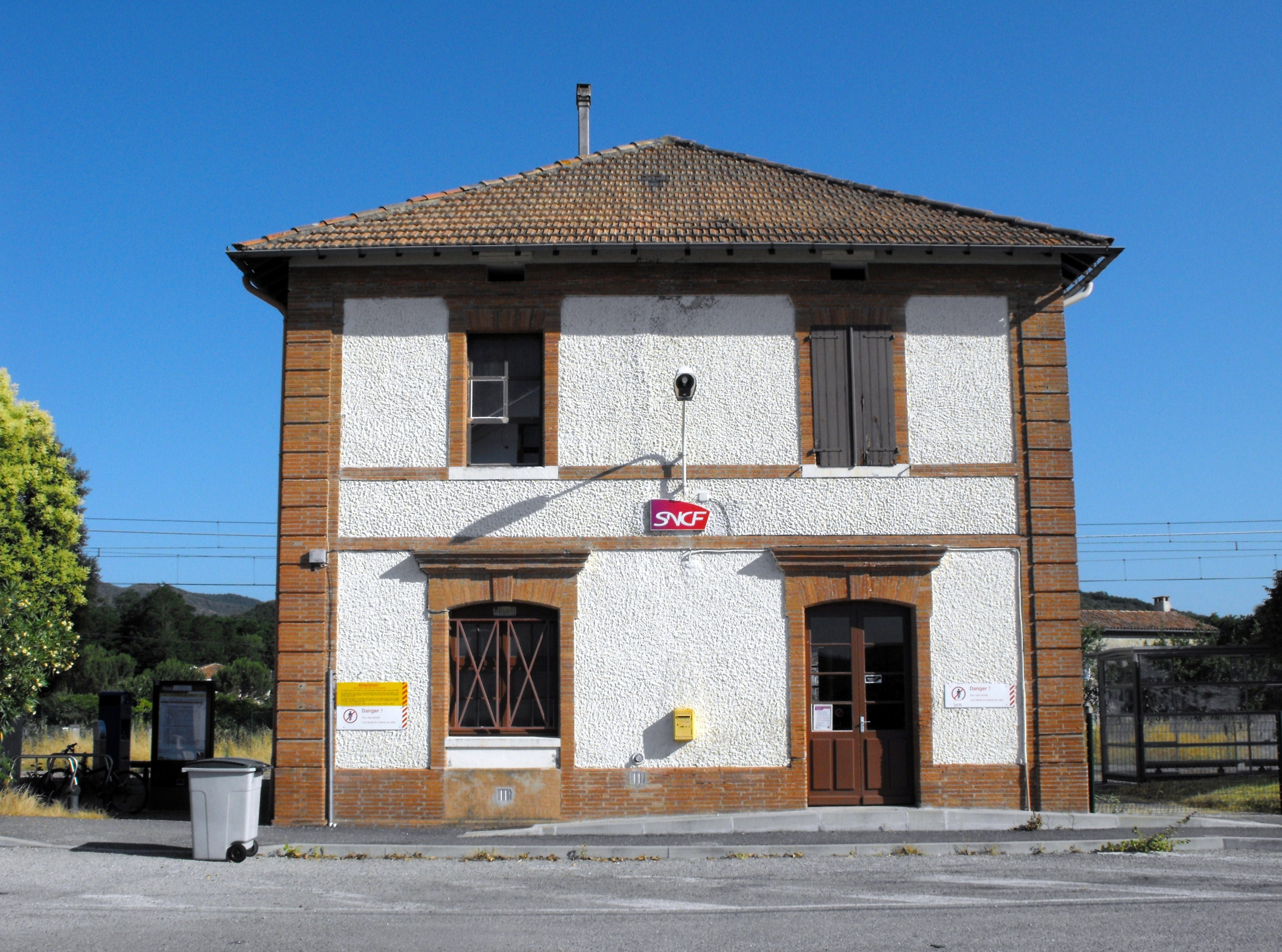
Bahnhof

Die Gemeinde ist über zwei Anschlussstellen an die autobahnähnlich ausgebaute Route nationale 20 angebunden, die nördlich über Pamiers in die Autoroute A 66 „L’Ariégeoise“ übergeht und im Süden über Foix bis an die spanische Grenze bei Puigcerdà geführt wird.
Eine Buslinie der regionalen Transportgesellschaft liO verbindet Varilhes mit Pamiers und mit Tarascon-sur-Ariège über Foix.
Die Gemeinde besitzt einen Bahnhof an der Bahnstrecke Portet-Saint-Simon–Puigcerdà. Er wird von Zügen einer Linie des TER Occitanie bedient, die zwischen Toulouse und Latour-de-Carol unweit der spanischen Grenze über Foix und Ax-les-Thermes verkehren.

## Persönlichkeiten
- Jeanne Doumergue (1879–1963), Ehefrau von Gaston Doumergue (Präsident der Französischen Republik), verstorben in Varilhes
- Sabas Maury (1863–1923), französischer Priester und Komponist, verstorben in Varilhes
- Jean Benazet (1894–1991), französischer Widerstandskämpfer, verstorben in Varilhes
- Émilienne Poumirol (* 1950), Mitglied der Nationalversammlung, geboren in Varilhes